# 小林禎作
小林 禎作（こばやし ていさく、1925年10月22日 - 1987年3月8日）は、日本の物理学者、雪学者。
神奈川県鎌倉市生まれ。旧制浦和高等学校を経て、1948年、北海道帝国大学理学部物理学科卒業。北海道江別高等学校教諭。1949年8月、北海道大学低温科学研究所助手、1963年に助教授、1980年に教授、物理学部門主任。
雪の結晶についての実験研究に取り組み、中谷宇吉郎が示した雪の結晶の形状と雲の温度・湿度に関する「中谷ダイアグラム」を拡張、精緻化した「中谷・小林ダイアグラム」を開発し、1960年に日本気象学会賞を受賞した。

## 著書
- 『雪の結晶 自然の芸術をさぐる』講談社ブルーバックス 1970
- 『雪に魅せられた人びと』築地書館 1975
- 『北海道の自然 4 雪』北海道新聞社 1977
- 『六花の美 雪の結晶成長とその形』サイエンス社 1980 サイエンス叢書
- 『雪の結晶-冬のエフェメラル』北海道大学図書刊行会 1983
- 『雪はなぜ六角か』筑摩書房・ちくま少年図書館 1984 「雪の結晶はなぜ六角形なのか」ちくま学芸文庫

### 編纂
- 土井利位『雪華図説・続雪華図説』築地書館 1968

## 関連人物
- 小林悠 - 元TBSテレビ・ラジオのアナウンサー。孫に当たる。